# Muhammad Rachmat
Muhammad Rachmat (sinh ngày 28 tháng 5 năm 1988 tại Baba, Takalar, Indonesia) là một cầu thủ bóng đá người Indonesia hiện tại thi đấu cho PSM Makassar ở Indonesia Premier League ở vị trí tiền đạo.